# Delacorte Theater
A Delacorte Theater, vagy Delacorte Színház, 1800 férőhelyes, szabadtéri színház a New York-i Central Parkban, a Shakespeare in the Park fesztivál előadásainak otthona. 1962-es megnyitása óta 2018-ig több mint 5 millió néző volt részese az itt megrendezésre került legalább 150 különféle Shakespeare-előadásnak, ill. más klasszikus-produkciónak, musicalnek.
A színház a Central Park egyik mesterséges tava, a Turtle Pond közelében található a 80. utca magasságában. A színpad hátteréül Manhattan esti fényben pompázó épületóriásai szolgálnak. A mellette levő Delacorte-kertet Shakespeare-kertnek is nevezik, itt láthatók azok a virágfajták, melyeket a stratfordi óriás megemlített műveiben. Északnyugati oldalán George Delacorte által adományozott, két Shakespeare-művet – Rómeó és Júlia, A vihar –  felidéző bronzszobor áll, Milton Hebald alkotásai. Mind a New York-iak, mind a turisták körében népszerű kulturális helyszín.
A fesztivált 1957-ben alapító rendező-producer, Joseph Papp kezdeményezésére teremtették meg az amfiteátrumot az előadásaik számára, hogy az addig alkalomszerű helyszínek helyett az ingyenesen látogatható fesztiválnak állandó otthona legyen. Joseph Papp vállalkozása, hogy ezen a helyen Shakespeare-t adat elő, sok vitát váltott ki, de végül siker koronázta. A Broadway színházainak mai sztárjai közül jónéhányan kezdték pályájukat a színpadán. Törekvéséhez megnyerte a híres amerikai színésznő, Helen Hayes támogatását. Kezdetben a parkfelügyelete ellenezte a tervet, majd New York városa 250 000 dollár támogatással megsegítette a színház tervezését, kivitelezését. A még mindig kevésnek bizonyult pénzügyi támogatást George T. Delacorte Jr. üzletember, a Dell Publishing Company, Inc. kiadó alapítója egészítette ki. Tiszteletére viseli a színház a Delacorte nevet. 
Nyitóelőadásán, 1962 júniusában George C. Scott és James Earl Jones főszereplésével A velencei kalmárt mutatták be. A közkedvelt – és a mosómedvék által is kedvelt –, vadregényes színház eredetileg 2300 férőhellyel bírt, majd a nézőszámot csökkentették a túlzsúfolt nézőteret kényelmesebbé téve.
2012-ben egy gálával és a Rómeó és Júlia egyestés felolvasásával ünnepelte fennállása 50. évfordulóját, a címszerepeket Meryl Streep és Kevin Kline adta elő.
Shakespeare A vihar musicalátdolgozásának 2023-as szeptemberi előadásával bezárta kapuit, 2023 és 2025 között 85 millió dolláros felújításon esett át, a megújult amfiteátrum hivatalos megnyitójára 2025. július 15-én került sor.
A Shakespeare in the Park előadásaira a jegyek ingyenesek, a helyszínen az előadás napján 13:00-tól kaphatók, 2007 óta online sorsolással is beszerezhető. 

## Galéria

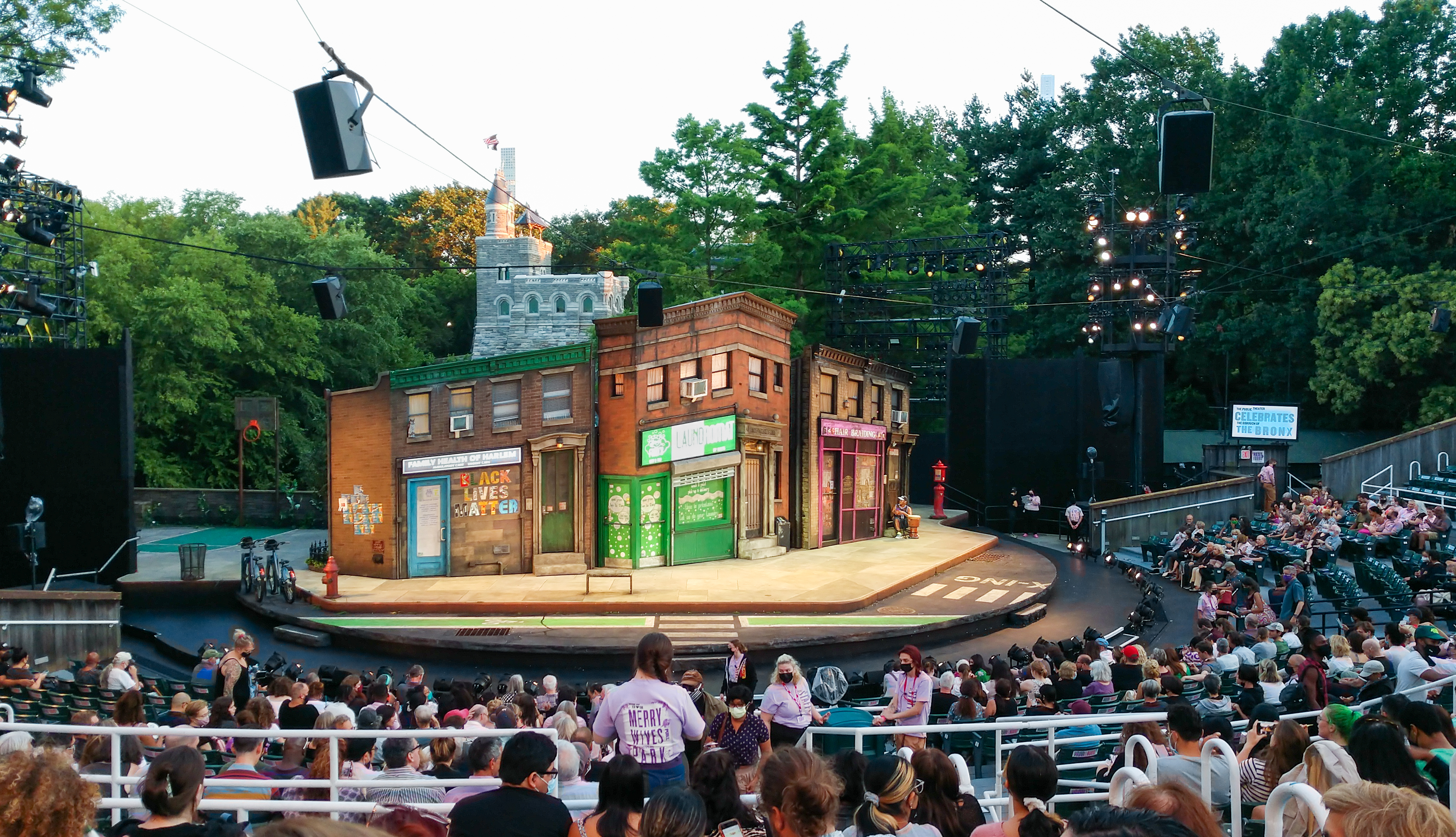
Shakespeare in the Park egy előadása 2021-ben
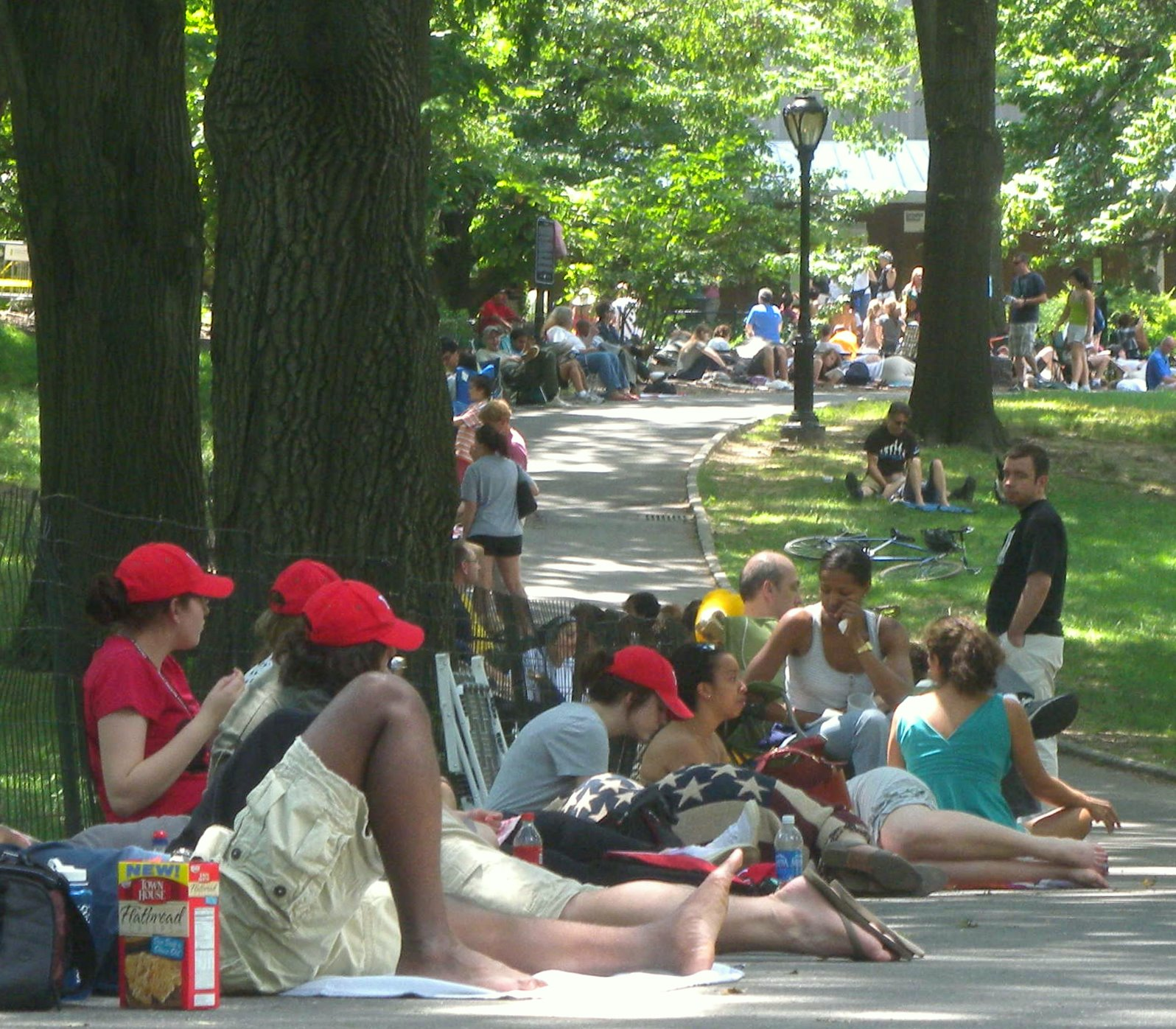
Előadásra várakozók 2011-ben
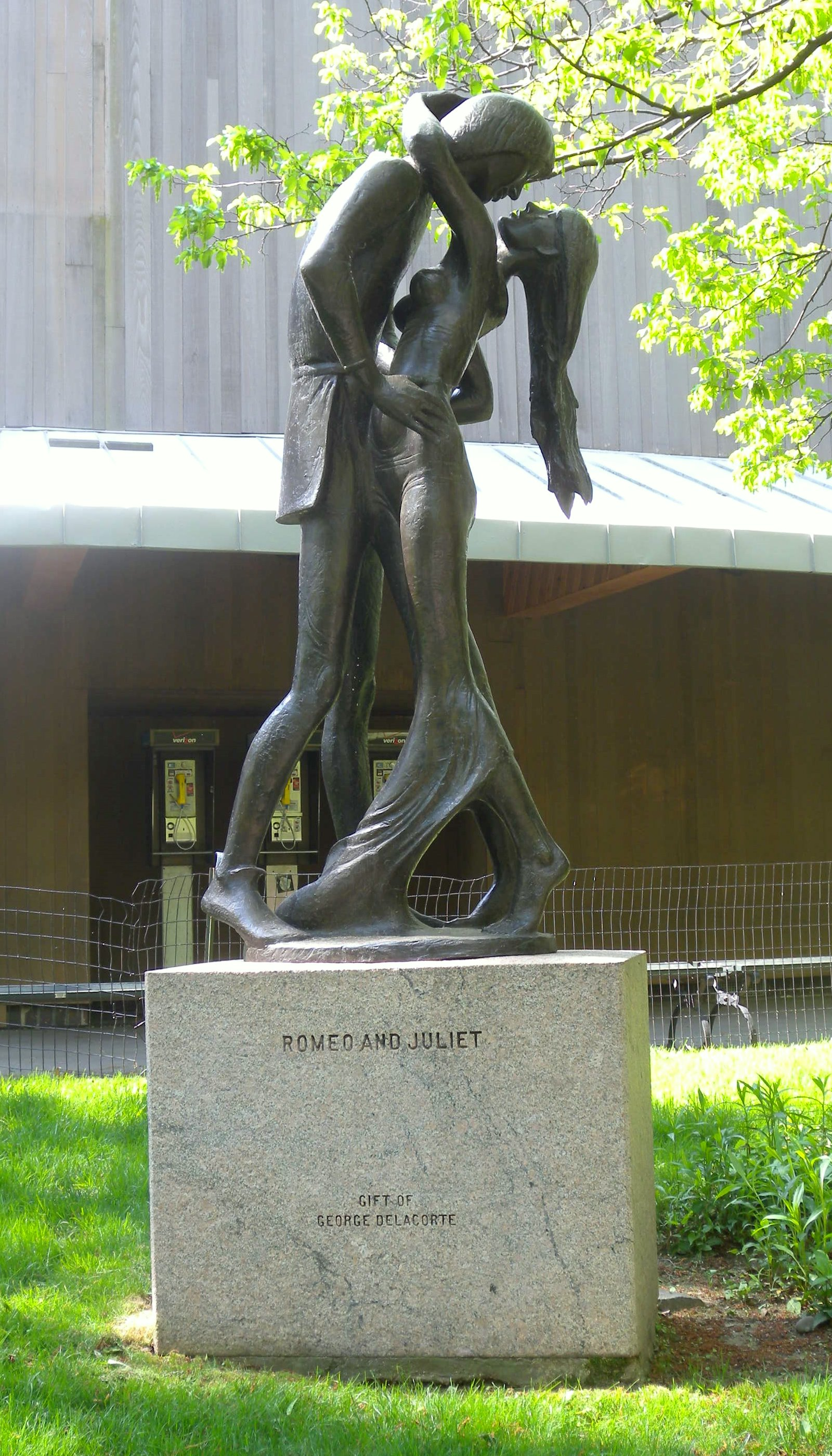
Rómeó és Júlia (Milton Hebald)
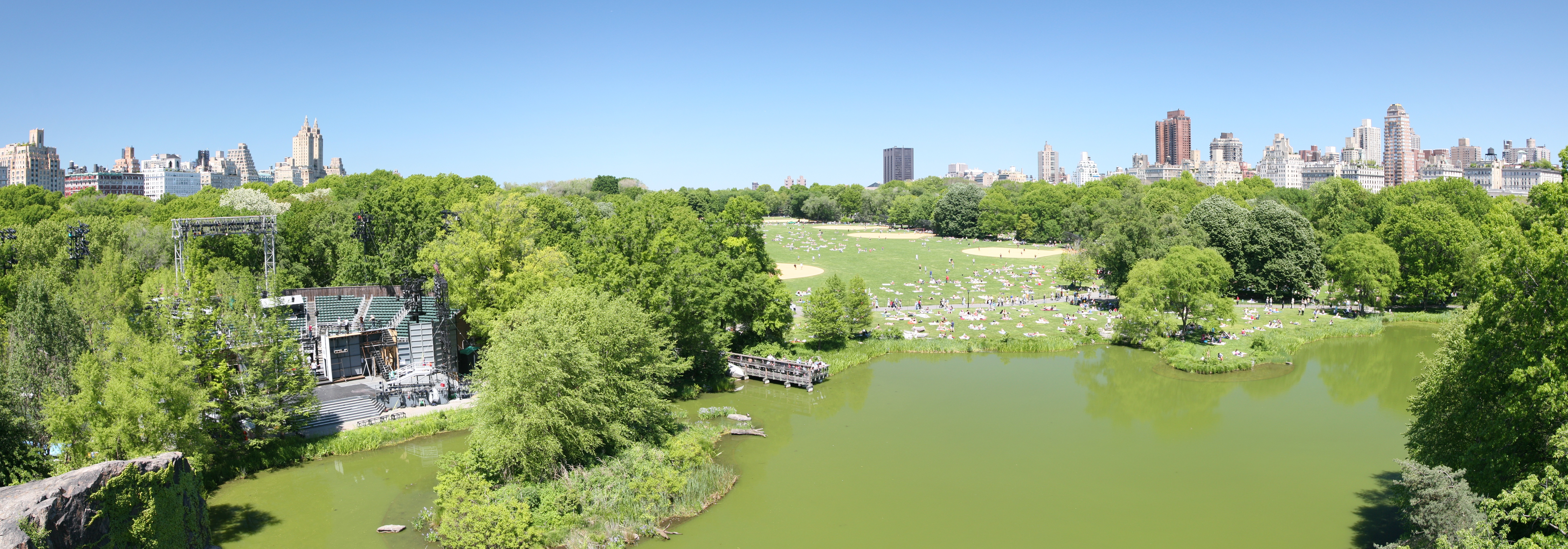
A Delacorte Színház, a Turtle Pond és a Nagy Gyep 2008-ban